# ويل ووكر
ويل ووكر (بالإنجليزية: Will Walker)‏ هو لاعب كرة قدم أسترالية أسترالي، ولد في 30 مارس 1999.

## وصلات خارجية
- ويل ووكر على موقع AustralianFootball.com (الإنجليزية)
- ويل ووكر على موقع AFLtables.com (الإنجليزية)